# مادام پمپادور (فیلم)
«مادام پمپادور» (انگلیسی: Madame Pompadour (film)) فیلمی در ژانر درام به کارگردانی هربرت ویلکاکس است که در سال ۱۹۲۷ منتشر شد. از بازیگران آن می‌توان به دوروتی گیش، آنتونیو مورنو، و ماری آولت اشاره کرد.